# Éditions Les Escales
 (octobre 2016).
Si vous disposez d'ouvrages ou d'articles de référence ou si vous connaissez des sites web de qualité traitant du thème abordé ici, merci de compléter l'article en donnant les références utiles à sa vérifiabilité et en les liant à la section « Notes et références ».
Les Éditions Les Escales est un département de la société Sogedif du groupe Editis.
Elle doit son nom à sa ligne éditoriale axée sur « une invitation au voyage par le seul pouvoir des mots ». Elle remporte le prix Femina étranger en 2016 pour le titre Les Vies de papier, de Rabih Alameddine.